# 池辺伝
池辺 伝（いけべ つたえ、1891年11月14日 - 1982年8月5日）は、日本の経営者。福岡県出身。

## 経歴
1912年に福岡県立農学校を卒業。福岡県庁、家の光協会などでの勤務を経て、1949年に東京出版販売常務に就任し、1950年に専務を経て、1952年に社長に就任。1969年に会長を経て、1973年から相談役を務めた。
1970年4月に勲四等瑞宝章を受章。
1982年8月5日肺炎のために死去。90歳没。